# Вільчинський Володимир Несторович
Володи́мир Не́стерович Вільчи́нський (*1 травня 1967, Куликів, Львівський район, Львівська область, Українська РСР, СРСР) — колишній український футболіст, захисник. Майстер спорту України (1999).

## Біографія
Вихованець львівських трудових резервів. Першими тренерами були Сирбу Г. М., Суряк Б. М., Красношапка В. М. виступав за «Ниву» (Вінниця), «Шахтар» (Червоноград), Політучилище(СКА), «Верес» (Рівне), «Ястшембе» (Польща), «Скала» (Стрий), «Карпати» (Львів) і ФК «Львів».
Після завершення професійної кар'єри виступав за команду ветеранів «Карпат» (у її складі виграв першість України серед ветеранів та суперкубок України) Тренував «Карпати-2» (2002–2004), УФК (2004–2008), «Карпати-2» (старший тренер 2008–2010), молодіжний склад (2010–2011).
(2011-2022) тренер УФК-Карпати
Кращий тренер ДЮФЛ України (2021 рік)
(2022-2023) тренер Карпати-2

## Сім'я
Одружений зі Світланою Вільчинською, мають сина Богдана та доньку Оксану.